# Shōnen Alice
Albums de Māya Sakamoto
Single Collection+ Nikopachi
(2003) Yūnagi Loop
(2005)
Singles
Shōnen Alice (少年アリス) est le 4e album de Māya Sakamoto, sorti sous le label Victor Entertainment le 10 décembre 2003 au Japon. Une réédition est sortie le 24 mars 2010.

## Présentation
Cet album a atteint la 8e place du classement de l'Oricon et reste classé pendant neuf semaines, pour un total de 51 992 exemplaires vendus. C'est le dernier album de Māya Sakamoto produit par Yōko Kanno. Il contient Park Amsterdam extraite du single Gravity.

## Liste des titres
Toute la musique et les arrangements ont été composées par Yōko Kanno.
| 1.  | Uchuu Hikoushi no Uta (うちゅうひこうしのうた)     | Hiroshi Ichikura | 3:48 |
| 2.  | Sora wo Miro (ソラヲミロ)                          | Māya Sakamoto    | 4:05 |
| 3.  | Scrap ~ Wakare no Uta (スクラップ～別れの詩)       | Yuho Iwasato     | 4:45 |
| 4.  | Makiba Alice! (まきばアリス!)                      | Māya Sakamoto    | 4:49 |
| 5.  | Mahiru ga Yuki (真昼が雪)                          | Yuho Iwasato     | 4:33 |
| 6.  | Kingfisher Girl (The Song of "Wish You Were Here") | Chris Mosdell    | 3:29 |
| 7.  | Hero (ヒーロー)                                    | Māya Sakamoto    | 2:47 |
| 8.  | Yoru (夜)                                          | Yuho Iwasato     | 4:41 |
| 9.  | Call to Me                                         | Alan Brey        | 4:47 |
| 10. | Hikari Are (光あれ)                                | Māya Sakamoto    | 4:25 |
| 11. | Chibikko Folk (ちびっこフォーク)                   | Hiroshi Ichikura | 4:02 |
| 12. | Park Amsterdam (パーク・アムステルダム)            | troy             | 4:05 |
| 13. | 03                                                 | Māya Sakamoto    | 5:57 |
| 14. | Okitegami (おきてがみ)                             | Māya Sakamoto    | 2:40 |